# Bredhalsad varvsfluga
Bredhalsad varvsfluga (Hylecoetus dermestoides) är en insekt som tillhör skalbaggsfamiljen varvsflugor. Den är en av två arter av varvsflugor som förekommer i Sverige. Larverna lever i stammar av olika lövträd som björk, bok och ek, men kan även leva i stammar av gran.

## Kännetecken
De fullbildade skalbaggarna har en kroppslängd på 6-18 millimeter. Honan är gulbrun i färgen och påtagligt större än hanen. Den mindre hanen är mörk, närmast svart, till färgen.

## Levnadssätt
Den bredhalsade varvsflugan har en ovanlig livscykel, på så sätt att den har utvecklat ett symbiotiskt förhållande till en svamp, Alloascoidea hylecoeti. Skalbaggshonorna för med sig svampens sporer i en speciell "ficka" på bakkroppen, placerad vid hennes äggläggningsrör, och när honan lägger ett ägg fastnar sporer på ägget. Efter att larven kläckts börjar den snart gräva en larvgång i veden och för då svampens sporer med sig och sprider dem. Larver äter svampens hyfer samtidigt som den ser till att det råder en bra miljö för svampen att växa i inuti larvgången. Svampen får alltså hjälp med att sprida sig och skalbaggens larv får i gengäld tillgång till föda.
Som värdträd föredrar arten döda eller döende träd. Larvgångarna kan kännas igen på att de har mörka väggar och på förekomsten av så kallat borrmjöl nedanför larvgångarnas mynningar, då larven skyfflar ut resterna efter att den utvidgat gången för att hålla den luftig så att svampen trivs.
Larven övervintrar vanligen minst en gång innan den förpuppar sig. De fullbildade skalbaggarna kan ses från början av maj. Oftast ser man de större gulbruna honorna, de mindre hanarna är mer sällsynta. Arten flyger främst i varmt och lugnt väder.